# اثر چرخ‌دنده‌ای

چرخ جغجغه در چرخ‌دنده‌ها که به جلو حرکت می‌کند و قادر به حرکت به عقب نیست.

اثر چرخ‌دنده‌ای (انگلیسی: Ratchet effect) در اصل یک پدیده مکانیکی است که در آن یک چرخ‌دنده یا سازوکار مشابه، تنها در یک جهت اجازه حرکت می‌دهد و در جهت مخالف قفل می‌شود. این اثر به دلیل وجود دندانه‌های اریب در چرخ‌دنده ایجاد می‌شود که اجازه می‌دهند چرخ‌دنده در یک جهت بچرخد اما در جهت مخالف با یک مانع روبه‌رو می‌شود.
اما در اصطلاح روزمره‌تر، اثر چرخ‌دنده‌ای به این مفهوم اشاره دارد که در برخی فرآیندهای انسانی، وقتی اتفاقی رخ می‌دهد، بازگشت به حالت قبل دشوار یا حتی غیرممکن می‌شود. این پدیده مشابه عملکرد چرخ‌دنده‌ای است که در هنگام کوک کردن ساعت، فنر را در حالت فشرده نگه می‌دارد و مانع از بازگشت آن می‌شود. این مفهوم در زمینه‌های مختلفی مانند تولید کالاهای مصرفی (افزایش بیش از حد ویژگی‌ها و خزش محدوده) و برنامه‌ریزی نظامی (گسترش مأموریت) کاربرد دارد.
اثر چرخ‌دنده‌ای همچنین در برخی از پدیده‌های اجتماعی و اقتصادی نیز مشاهده می‌شود. به عنوان مثال، در اقتصاد، اثر چرخ‌دنده‌ای به وضعیتی اشاره دارد که در آن یک روند یا سیاست، پس از شروع، به سختی قابل توقف یا معکوس کردن است. به عنوان مثال، افزایش قیمت‌ها می‌تواند منجر به افزایش دستمزدها شود که به نوبه خود می‌تواند منجر به افزایش بیشتر قیمت‌ها شود و این چرخه ادامه یابد.
در جامعه‌شناسی، اثر چرخ‌دنده‌ای به این گرایش اشاره دارد که تصمیم‌گیران اصلی، اهداف سال آینده را بر اساس عملکرد سال گذشته تعیین می‌کنند. این به این معنی است که مدیرانی که انتظار دارند در دوره بعدی نیز در سمت خود باقی بمانند، انگیزه دارند که از اهداف تعیین شده فراتر نروند، حتی اگر به راحتی بتوانند این کار را انجام دهند.

## مثال‌ها
- چرخه قحطی: گرت هاردین، زیست‌شناس و فعال محیط زیست، از این مفهوم برای توضیح اینکه چگونه کمک‌های غذایی در قحطی‌ها می‌تواند باعث تشدید بحران در آینده شود، استفاده کرد. او معتقد بود که کمک‌های غذایی باعث زنده ماندن افرادی می‌شود که در غیر این صورت می‌مردند و این افراد در دوره‌های بعدی جمعیت را افزایش می‌دهند و بحران بزرگ‌تری را ایجاد می‌کنند، زیرا منابع غذایی افزایش نیافته است.
- رشد هزینه‌های دولتی: آلن پیکاک و جک وایزمن در کتاب خود، «رشد هزینه‌های عمومی در بریتانیا»، دریافتند که هزینه‌های عمومی پس از بحران‌ها مانند چرخ‌دنده افزایش می‌یابد و به سختی کاهش می‌یابد.
- سازمان‌های دیوان‌سالاری: دولت‌ها در کوچک کردن سازمان‌های بوروکراتیکی که در ابتدا برای نیازهای موقت (مانند جنگ یا بحران‌های اقتصادی) ایجاد شده‌اند، مشکل دارند.
- استراتژی تولید: در برخی صنایع، تولیدکنندگان ممکن است ظرفیت تولید واقعی خود را پنهان کنند تا از افزایش انتظارات و اهداف تولید در آینده جلوگیری کنند.

به‌طور کلی، اثر چرخ‌دنده‌ای نشان می‌دهد که در بسیاری از موارد، تغییر و اصلاح تصمیمات و سیاست‌ها پس از اجرا، دشوار و گاهی غیرممکن است.

## نظریه بازی
اثر چرخ‌دنده‌ای در پارادوکس ریاضی پاراندو نقش مهمی دارد.

## انسان‌شناسی فرهنگی
در سال ۱۹۹۹، روان‌شناس تطبیقی مایکل توماسلو از استعاره اثر چرخ‌دنده‌ای برای روشن کردن تکامل فرهنگ استفاده کرد. او توضیح می‌دهد که ماهیت مشترک فرهنگ انسانی به این معنی است که ماهیت آن تجمعی است. هنگامی که یک اختراع خاص انجام شد، می‌تواند از یک ذهن به ذهن دیگر (از طریق تقلید) بپرد و بنابراین کل جمعیت می‌تواند یک ویژگی جدید به دست آورد (و بنابراین چرخ‌دنده یک دندانه «بالا» رفته است). کلودیو تنی، توماسلو و جوزپ کال، روانشناسان تطبیقی، این را «چرخ‌دنده فرهنگی» می‌نامند و آن را در میان نخستی‌ها منحصر به فرهنگ انسان می‌دانند.

## زیست‌شناسی رشد
گیرنده‌هایی که آبشارهای انتقال سرنوشت سلولی را در اوایل رشد جنین آغاز می‌کنند، در پاسخ به غلظت مورفوژن‌ها، اثر چرخ‌دنده‌ای از خود نشان می‌دهند. اشغال کم گیرنده، افزایش اشغال گیرنده را ممکن می‌سازد که سرنوشت سلول را تغییر می‌دهد، اما تمایل زیاد گیرنده اجازه تفکیک لیگاند را نمی‌دهد و منجر به سرنوشت سلولی با غلظت کمتر می‌شود.

## تنظیم فناوری
اثر چرخ‌دنده‌ای در معضل کولینگرید منعکس شده است.

## کاربرد در اقتصاد

### محصولات مصرفی
اثر چرخ‌دنده‌ای را می‌توان در روندهای بلندمدت تولید بسیاری از کالاهای مصرفی مشاهده کرد. سال به سال، خودروها به تدریج ویژگی‌های بیشتری به دست می‌آورند. فشارهای رقابتی باعث می‌شود که تولیدکنندگان به سختی بتوانند ویژگی‌ها را کاهش دهند، مگر اینکه با کمبود واقعی مواد خام مواجه شوند (به عنوان مثال، کمبود نفت که هزینه‌ها را به شدت افزایش می‌دهد). ناشران کتاب‌های درسی دانشگاه به تدریج در تولید کتاب‌هایی که محتوای اضافی و ویژگی‌ها دارند، «گیر می‌افتند».
در توسعه نرم‌افزار، محصولاتی که اغلب با هم رقابت می‌کنند، از فهرست مشخصات محصولات رقیب برای افزودن ویژگی‌ها استفاده می‌کنند، با این فرض که آنها باید تمام ویژگی‌های محصول رقیب را ارائه دهند، به علاوه عملکردهای اضافی را اضافه کنند. این می‌تواند منجر به «خزش ویژگی» شود که در آن افزودن تمام ویژگی‌های یک رقیب ضروری تلقی می‌شود، چه مشتریان از آنها استفاده کنند یا نه.
خطوط هوایی برنامه‌های مسافر مکرر را آغاز می‌کنند که پایان دادن به آنها دشوارتر می‌شود. نسل‌های متوالی لوازم خانگی به تدریج ویژگی‌های بیشتری به دست می‌آورند. نسخه‌های جدید نرم‌افزار ویژگی‌های بیشتری به دست می‌آورند. و غیره. در مورد همه این کالاها، بحث‌های مداومی وجود دارد که آیا ویژگی‌های اضافه شده واقعاً قابلیت استفاده را بهبود می‌بخشد یا صرفاً تمایل مردم به خرید کالاها را افزایش می‌دهد.

## قوانین تجارت
این اصطلاح توسط گروه مذاکره‌کننده MAI در دهه ۱۹۹۰ به عنوان اصل یک دستگاه برای اجرای پیشرفت قانونگذاری به سمت «تجارت آزاد» با جلوگیری از عقب‌نشینی قانونگذاری با رضایت اجباری دولت‌ها به عنوان شرط مشارکت گنجانده شد.
عقبگرد فرایند آزادسازی است که طی آن کاهش و در نهایت حذف اقدامات ناسازگار با MAI انجام می‌شود. این یک عنصر پویا است که با توقف مرتبط است، که نقطه شروع آن را فراهم می‌کند. در ترکیب با توقف، یک «اثر چرخ‌دنده‌ای» ایجاد می‌کند، که در آن هرگونه اقدامات آزادسازی جدید «قفل» می‌شود تا نتوان آنها را با گذشت زمان لغو یا باطل کرد.

## در مکانیک
اثر چرخ‌دنده‌ای در بسیاری از ابزارها و ماشین‌آلات کاربرد دارد. به عنوان مثال، در آچار بکس، این اثر اجازه می‌دهد تا با هر بار چرخش دسته، مهره یا پیچ به تدریج سفت یا شل شود، بدون اینکه نیاز باشد آچار را از روی مهره یا پیچ برداشت. در سازوکارهای ساعت، اثر چرخ‌دنده‌ای برای جلوگیری از باز شدن فنر اصلی و حفظ زمان دقیق استفاده می‌شود.